# 施謙 (清朝)
施谦（1688年—1760年），字自勖，一字自南，号蘭垞、紫薇山人等，浙江海宁人。
施谦出生於康熙二十七年戊辰（1688年）元月十四日，擅長詩文，江淮間有點名氣，獲鄉里查慎行所重用。雍正十三年，诏州郡举博学鸿词科，兰垞經推薦參加考試沒有上榜。於乾隆二十五年庚辰（1760年）仲秋逝世，享年七十三歲。著作有《兰垞遗稿》。有兩名女兒，长女庭芝，次女庭筼。